# Lijst van personages uit Fanboy en Chum Chum
Dit is een Lijst van personages uit de animatieserie Fanboy en Chum Chum.

## Hoofdpersonen
- Fanboy is een lange elfjarige jongen dat een paars en groen superheldenpak draagt en daarboven een onderbroek. Hij zit in groep zeven en is al vijf keer blijven zitten. Hij is verslaafd aan Frosty Freezy Freeze en het effect daarvan: brainfreeze. Zijn grootste vreugde is de drie minuten spelen met een speeltje voordat het breekt. Zijn tweede grootste vreugde is spelen met een kapot speeltje. Zijn lievelingseten is een mayonaisetosti. Hij komt uit een familie van conciërges. Citaat: "Ik ben ook weleens over een paar fietsen gestruikeld". Ingesproken door Jürgen Theuns.
- Chum Chum is het kleine en dikke maatje van Fanboy dat een oranje en geel superheldenpak draagt en daarboven een onderbroek. Hij is negen en een half jaar en zit ook in groep 7: hij is naar groep 7 gesmokkeld door Fanboy en hun leraar, mr. Mufflin, zag het leeftijdsverschil niet. Een terugkerende grap is dat Chum Chum en Man-Arctica de Kerstman niet kennen. Citaten: 'Wie?' Zijn hoogste score van het spel Chimp Chomp is 3. Hij is altijd heel blij als hij verliest. Zijn 2e kostuum (Hij zit nu in z'n 3e) lijkt op dat van Alfred Pennyworth (Batmans bediende). Citaat: 'Vroem vroem, ik ben een pony!'. Zijn geheim is dat zijn been niet echt is. Ingesproken door Marjolein Algera.

## Familie van de hoofdpersonen
- Grootboy is de grootvader van Fanboy. Hij wordt genoemd door Fanboy in de aflevering Ik, Fanbot.
- Muk Muk is het nichtje van Chum Chum. Ze kwam opdagen in Lieve moppie. Haar naam is niet het tegenovergestelde als Chum Chum, wat veel mensen denken. Ze komt uit Aapstad-west. Citaat door Fanboy over Muk Muk: "Ze heeft dus klasse èn geld".
- Chum Chums oma wordt genoemd door Chum Chum in de aflevering Kippenkoorts.

## Uit de school

### Klasgenoten, oud-klasgenoten en toekomstige klasgenoten
- Kyle is een twaalfjarige tovenaar die geheel onterecht van een heel prestigieuze tovenaarsschool, namelijk de Melkwit-academie voor tovenaars, is gezet omdat hij een leraar veranderde in een appeltaart. Citaat: "Wat was-ie lekker". Zijn doel is om terug te keren naar die school. Hij draagt een rood-geel gestreept T-shirt, een zwarte cape en hij heeft één grote voortand. Dat komt doordat toen bij een baby was kauwde op een toverstaf en die toverde een grote tand. In de Amerikaanse versie praat hij Brits, is hij 13 en is zijn verjaardag op 10 september. Hij is een parodie op meerdere Harry Potter-figuren, namelijk dat hij een tovenaar is, is van Harry Potter zelf, slimheid van Hermelien Griffel, rood haar en sproeten van Ron Wemel en hij heeft een Griffoendor T-shirt. Hij heeft een boek dat Necronomicon heet. Hij haat Fanboy. Als twaalfjarige zit hij in groep zeven omdat mr. Muffin hem te maf vond om twaalf te kunnen zijn. Citaat: 'Like I give an elf' (Of als me dat wat interesseert). Ingesproken door Rolf Koster. Wat hij heeft:
  - Schrijfelf is door Kyle getoverd in De conciërge slaat terug. Citaat van Kyle tegen schrijfelf: 'Schrijfelf! Schrijf dit eens op!'.
  - Kyles Necronomicon is een boek dat leeft. Voor hij het boek van de doden was, was hij het boek van de ernstig zieken. Hij heeft de handtekening van Sigmund op zijn acherflap. Zijn neef is een filmscript.
- Yo is een tienjarig meisje dat houdt van haar Yamagotchi en Chum Chum. Ze heeft een Chum Chum-obsessie. Haar hobby is Chum Chum verzamelen. Haar favoriete boek is "Chum Chum voor Dum Dummies". Ze heeft een roze teleportatiemobieltje van haar vader gekregen. Haar geheim is dat ze kaal is en een pruik draagt. Wat heeft zij:
  - Scampers is de digitale kat van Yo. Hij is gek op cakejes. Hij komt voor in Digitale dieren kerkhof.
- Michael Johnson is een klasgenoot van Fanboy en Chum Chum. Hij is 11 jaar en is een parodie van Michael Jackson.
- Chris Chuggy is een nogal dikke jongen met rood haar die altijd zijn bordje leeg eet (soms eet hij zelfs zijn bord op!). Hij maakt altijd een geluid dat het beste te omschrijven is als: 'wah wah'. Ingesproken door Eric Robles.
- Lupé is een dik meisje dat in de klas van Fanboy en Chum Chum zit. Ze is in het filmpje Fanvriendje verliefd op Fanboy. Aan het einde van die aflevering heeft ze de superkracht dat ze heel sterk is, doordat ze gebeten was door een radioactieve mier. Ze heeft een Spaans accent. Haar oom is getrouwd met een kip. Haar geheimen zijn: Ze heet in het echt Hector, en haar echte lichaam is erg klein. Ze zit dus in een robot-Lupé.
- Marsha is van school gestuurd doordat Fanboy haar toets heeft verpest en is nu uit op wraak. Ze is te zien in de aflevering Marsha, Marsha, Marsha. Ze is gek op de konijnendans. Ingesproken door Marlies Somers.
- Sigmund zat op dezelfde school als Kyle zat. Sigmund kan beter toveren. Fanboy en Chum Chum zijn fan van hem omdat Sigmund een eigen show heeft en daarom is Kyle jaloers. Hij heeft een Duits accent en hij is voor een deel Russisch.
- FanKyleChum is een klasgenoot van Fan(boy), Kyle en Chum (Chum). Hij hoort bij een grap in Te laat!.
- Francine is een modepopje en diva. Ze is 11 en draagt al make-up, namelijk roze oogschaduw. Fanboy denkt dat ze beste vrienden zijn maar Francine vindt hem maar irritant. Citaat in Van ruilen komt ruiken van Fanboy tegen Francine: 'Hmmm, hey Francine, zie je niets NEUS aan me vandaag?'.
- Duke is een jongen met een 5 op zijn shirt.
- Nancy Pancy is het meisje met de grote bril.
- Cheech is een gozertje met bretels en een bruine muts.
- Cheer is een drieling die allemaal Cheer heten. Ze zijn alle drie cheerleaders en hebben lichtroze oogschaduw op en groene oorbellen en hun neus is een ondersteboven trapezium.

### Klassendieren
Fanboy heeft alle klassendieren pijn gedaan. De klassendieren zijn de klassen-
- big Juweelbig
- beer Sproeier
- eekhoorn
- parkiet
- schildpad die nog steeds gillend wakker wordt volgens Lupé.
- tijger die ook niet 'het oog van de tijger' had volgens Chum Chum.

### Werknemers
- Mr. Mufflin is de leraar van Fanboy en Chum Chum. Hij gaat over twaalf jaar met pensioen. Hij heeft dezelfde kleren aan als Spongebob. Zijn geheime identiteit is Hank Mufflin, de vleermuisman. Hij wil wonen in een springkussen met een springgarage. De ene keer is zijn linkeroog lui en de andere keer zijn rechteroog. Hij vertelt alleen maar onzinnige dingen, zoals dat er een tikfout staat in het menu: gehaktbaf moet zijn gehaktbal. Zijn beste eigenschap is zijn olifant-achtige geheugen, maar dat was hij even vergeten. Hij kent de namen van zijn leerlingen niet en noemt Fanboy 'paars joch' en Kyle 'slijmbal'. Ingesproken door Jan Nonhof.
- Juf Olijf is de juf van de kinderopvang. Ze geeft ook Franse les.
- De kantinejuffrouw werkte als kantinejuffrouw en kokkin op school. In het filmpje 'Een monsterlijke maaltijd' is ze met pensioen naar Zuid-Frankrijk gegaan. Chum Chum denkt elke keer aan haar als iemand een oven uit het raam gooit.
- De kloon van de kantinejuffrouw is de vervanger van de kantinejuffrouw in het filmpje 'Een monsterlijke maaltijd'. Zij kan slecht koken.
- Conciërge Russ Poopatine is de conciërge van hun school. Hij is een parodie op keizer Palpatine, uit de Star Wars Saga van Family Guy. Een terugkerende grap is dat als zijn naam ter sprake komt, Chum Chum altijd "poop" zegt. Hij kwam voor het eerst opdagen in De conciërge slaat terug als parodie op de vijfde film van star wars (eigenlijk tweede film) The empire strikes back. Wat hij heeft:
  - Brenda is een levende stoel die grijparmen heeft.
  - Dumpstar is een zwevende machine die onder andere vuil kan ophalen met dezelfde grijparmen als Brenda.

## Robots/machines
- Brenda (zie 'Werknemers' bij 'Uit de school').
- Cyndi is de auto van Boog. Op haar nummerbord staat 'Born 2 bop' (Geboren om in elkaar te slaan.) Het filmpje waar ze in voor komt is Hervul heisa.
- Lucy is de naam van de Frosty Freezy Freeze-machine die in de Frosty Mart staat. Haar naam wordt genoemd in Eurodag.
- De Euronator is een machine gemaakt door de toekomstige Fanboy. Hij kwam voor het eerst opdagen in Eurodag.
- De Dumpstar (zie 'Overig' bij 'Uit de school').
- De rugzak van Yo is een groene rugzak in de vorm van een kikker. Uit de ogen van die kikker kunnen grijparmen komen.
- Meneer Roboto is de robot waar de hersenen van Fanboy in werden gezet in Ik, Fanbot. Hij komt uit een jaren 80-film over nerds.
- Fanbot is een robotversie van Fanboy in de aflevering Ik, Fanbot.

## Eenmalige personages
- Berry is een roze ijsmonster die woont in de Frosty Freezy Freeze-machine. Hij maakt de Frosty Freezy Freeze. Hij komt voor in 'Een spoedeisende hulp'. Hij is niet zo goed verzekerd. Citaat van Chum Chum over Berry: 'Hij is wel heel erg klein'. In het allereerste filmpje van Fanboy en Chum Chum die niet in het Nederlands vertaalt is ('Fanboy') is hij veel groter.
- De kloon van Oz komt voor in het filmpje Verkooptactiek.
- Jam Jam is de beste vriend van Fanboy en Chum Chum. Fanboy en Chum Chum hadden hem gemaakt van kauwgom en mee naar huis genomen in De conciërge slaat terug.
- Muk Muk (Zie: Familie)
- Dr. Acula is een vampier die voorkwam in een filmpje die nog niet vertaald is (Fangboy).
- Torvald de rode is de Viking in het filmpje Noormanieren. Zijn score van 'Mep een draak' is 160. Dat is de vijf na hoogste score. Hij is de zoon van Stinkador.

## Frosty market-werknemers
- Berry (Zie: Eenmalige personages)
- Boog is een verkoper in de Frosty Market, maar eigenlijk speelt hij alleen maar Chimp Chomp. Lenny is zijn baas. Hij haat Fanboy. Zijn auto heet Cyndi. In de Frosty Market haalt hij altijd zijn burrito's.
- Lenny werkt ook in de Frosty Market als assistent manager. Hij heeft last van een stresstic door Fanboy en Chum Chum, daarom haat hij ze. Zijn echte naam is Leonard. Hij droomde ooit dat hij een dutje aan het doen was.

## Overige personen
- Oswald 'Oz' Harmonion is een twintigjarige die nog bij zijn moeder woont. Zijn werk is stripboeken en dingen die daarmee te maken hebben verkopen, maar in feite houdt hij ze zelf om ermee te spelen. Hij heeft alleen nog maar een augurkenpot verkocht voor één euro aan de kloon van de geheime klant. Het stopwoordje van Oz is: "serieus man". Citaat: 'De winkel blijft, m'n spullen ook, wie is de man, lekker puh!'
- Oz' moeder heeft geen naam. Ze wilde de stripboekenwinkel van haar zoon sluiten om een yoghurtsalon te openen. Wat ze heeft:
  - Mitzi is de geit van Oz' moeder. Oz' moeder heeft Mitzi gekocht om een yoghurtsalon te openen.

## Superhelden en hun vijanden
- Fanman was in een niet vertaald filmpje Fanboys grote superheld. Man-Arctica verving hem.
- Man-Arctica is de grote superheld van Fanboy en Chum Chum. Hij vindt één ding lekkerder dan ijsjes op de bevroren toendra: melk met koekjes en hij wordt ziek van koekjes met melk. Hij vervangt Fanman.
- Aard-opwarmer is de vijand van Man-Arctica.Ingesproken door Rolf Koster.
- Fedora man is de superheldennaam van de geheime klant. Hij is de inspecteur voor alle Frosty markten en hij is een grote fan van Man-Arctica. Hij kwam voor het eerst opdagen in Geheime klant. Aan het eind van het filmpje werd hij een superheld. Hij is degene die een heel waardevolle augurkenpot kocht van Oz voor één euro.